# Ramularia macrospora
Ramularia macrospora är en svampart som beskrevs av Fresen. 1863. Ramularia macrospora ingår i släktet Ramularia och familjen Mycosphaerellaceae.   Inga underarter finns listade i Catalogue of Life.